# Gijsbert Blokhuis
Gijsbert Jacobsz Blokhuis, (Bunschoten, gedoopt 8 juli 1725 - 10 november 1799) was een burgemeester van Bunschoten en liefhebber van de wetenschap. Meerdere keren was hij schepen of burgemeester.
Op 8 juli 1725 werd Gijsbert gedoopt als zoon van grootgrondbezitter en veehouder Jacob Blokhuis en Bietje Geurden. Op 28 mei 1747 huwde hij Trijntje Niezen. Hun zoon Jacob zou genoemd worden naar de vader van Gijsbert. Trijntje zou echter al jong overlijden. Gijsberts tweede huwelijk was met Lijsbeth Rikkerts van de Brink (Lijsje Rijks), de dochter van een welgestelde grondbezitter uit Stroe. Van hun zestien kinderen zouden er zes jong overlijden.
De ouders van Gijsbert Blokhuis waren eigenaar van Het Bramengoed, het goed Ter Beek, Roelen en Doelen in de buurtschap Slichtenhorst, enkele huizen in de Dorpsstraat en meer dan 70 dammaten hooi- en grasland, ongeveer 35 hectare. In 1728 overleed de vader Jacob waarbij bleek dat de eigendommen belast waren met schulden die voldaan moesten worden. Gijsbert was toen nog maar drie jaar oud. Als Jacob groter is wordt hij op belastinglijsten als 'landman' aangemerkt. Al op 25-jarige leeftijd werd hij benoemd als kerkvoogd.  

## Wetenschap
Gijsbert Blokhuis had grote belangstelling voor de wetenschap en met name voor wiskunde. Zijn door zelfstudie verkregen kennis trok zelfs de aandacht van hoogleraren. Zijn verhandelingen legde hij vast in manuscripten die nadien verloren gingen. Wel bleef bewaard zijn cijferboek uit 1761. Dit perkamenten boek van 161 bladzijden was een kopie van het eerste deel van De Cijfferinghe van Willem Bartjens, maar dan aangevuld met rekenkundige bewerkingen.
Van zijn werk is een ingekleurde pentekening bewaard gebleven met daarop de dagtekening 19 februari 1766. Het betreft een kopie van het werk van Carel Allard uit 1716. Veel interesse had Blokhuis ook voor landmeten. Zijn belangstelling voor aardrijkskunde en sterrenkunde blijkt uit een schilderij. Hierop staat Gijsbert afgebeeld in zijn studeerkamer met een armillairsfeer, een globe en rugtitels van boeken die verwijzen naar zijn interesses.
Zijn in 1760 gemaakte zonnewijzer schonk hij aan de hervormde gemeente van Nijkerk. Een kopie ervan bevindt zich op de zuidoostelijke steunbeer van de hervormde Grote Kerk. De originele, gerestaureerde, zonnewijzer hangt sinds 1996 in de burgerzaal van het gemeentehuis van Bunschoten.
Jacob Blokhuis kwam in conflict met de dominee van Bunschoten toen hij thuis conventikels (godsdienstoefeningen) hield. In 1773 werd hij evenwel opnieuw gekozen tot ouderling.